# Каньяс, Висенте

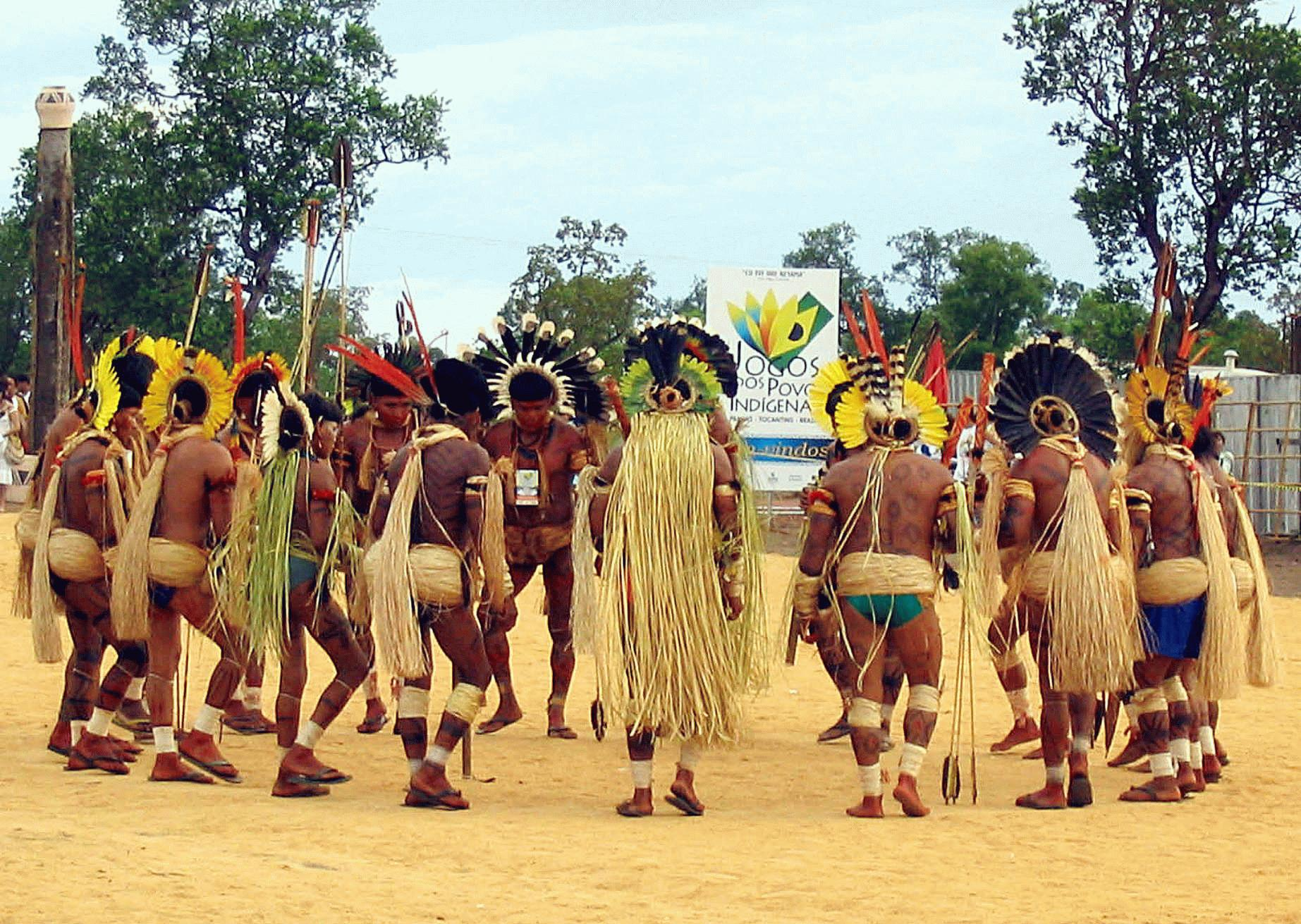
Танец энавене-наве

Висенте (Вике́нтий) Каньяс (исп. Vicente Cañas SJ; 22 октября 1939, Альбасете, Кастилия-Ла-Манча — 6 апреля 1987, Мату-Гросу, Бразилия) — католический миссионер-иезуит, который в 1974 году установил первые мирные контакты с бразильским индейским племенем энавене-наве. Он прожил вместе с индейцами более десяти лет, приняв образ их жизни и помогая им доставкой необходимых медикаментов. Висенте Каньяс защищал территорию естественного обитания племени от посягательств бразильских фермеров, лоббируя интересы энавене-наве в бразильском правительстве. Благодаря его усилиям численность племени увеличилась с 97 до 430 человек. Был убит за свою деятельность по охране бразильских тропических лесов и защиту интересов племени энавене-наве.

## Деятельность
Висенте Каньяс родился 22 октября 1939 года в испанском городе Альбасете. Став членом монашеского ордена иезуитов отправился в Бразилию, чтобы там заниматься миссионерской деятельностью среди коренного населения Бразилии. Получил бразильское гражданство. В 1974 году Висенте Каньяс установил первые контакты с племенем энавене-наве. С 1977 года он стал жить в небольшом жилище недалеко от места обитания племени. В своей деятельности Висенте Каньяс защищал естественную среду обитания энавене-наве от бразильских плантаторов. Несмотря на угрозы со стороны владельцев крупного рогатого скота и владельцев земли, Висент Каньяс добился от бразильского правительства демаркации земельного участка на территории муниципалитете Жуины под названием «Земля энавене-наве».

## Убийство
В 1987 году группа бразильских фермеров ворвалась в жилище Висенте Каньяса, находившееся поблизости от мест обитания энавене-наве. Висенте Каньяс был убит ударом ножа. Тело Висенте Каньяса было обнаружено спустя десять дней после его убийства католическими миссионерами, которые регулярно поддерживали связь с Висентом Каньясом. Расследование убийства не дало результатов из-за коррупции и ни один из шести предполагаемых нападавших не был осуждён.
Спустя девятнадцать лет 24 октября 2006 года в столице штата Мату-Гросу городе Куяба возобновилось судебное расследование убийства Висенте Каньяса. В результате судебного процесса были осуждены три человека, в том числе бывший начальник полиции Жуины.